# Federico Bevilacqua
Federico Bevilacqua (Barbania, 10 agosto 1892 – Padova, 19 giugno 1948) è stato un avvocato e dirigente sportivo italiano, presidente del Calcio Padova dal 1929 al 1930.

## Biografia
Già vicepresidente, nel 1929-1930, l'avvocato Bevilacqua, torinese di Barbania, diventa il presidente dell'Associazione Calcio Padova. Dotato di incredibile fede, e di grande temperamento, riesce a far ritornare all'Appiani gran parte del pubblico che aveva gradatamente abbandonato la squadra. Chiama al suo fianco Aldo Dal Col, allora vicepresidente della Fiera Campionaria. L'avvocato nonostante la grande passione fatica a tenere le redini di una squadra che si classifica diciassettesima in Serie A collezionando diciannove sconfitte in trentaquattro partite. A lui è legata la prima retrocessione dell'Associazione Calcio Padova.

## Fonti
- Biancoscudo, cent'anni di Calcio Padova, a cura di Massimo Candotti e Carlo Della Mea (contributi di Paolo Donà, Gabriele Fusar Poli, Andrea Pistore, Marco Lorenzi e Massimo Zilio), EditVallardi 2009.